# Меликов, Леван Иванович
Князь Леван Иванович Меликов (груз. ლევან მელიქიშვილი, арм. Լեվոն Հովհաննեսի Մելիքյան) (14 (26) октября 1817 — 22 февраля (5 марта) 1892, Тифлис) — генерал от кавалерии (30 августа 1869), генерал-адъютант (13 сентября 1861), участник войн на Кавказе и завоевательных походов в Средней Азии.

## Биография
Родился 14 (26) октября 1817 года. Происходил из грузинского княжеского рода армянского происхождения. Сама фамилия происходит от армянского княжеского рода Лорис-Мелики (грузинизированное Меликишвили), с конца XVI века осевшего в Грузии в Лори и принявшего православие.
В 1833 году окончил Тифлисскую губернскую гимназию.
15 октября 1835 года определился на гражданскую службу канцеляристом при Главноуправляющем гражданской частью и пограничными делами Грузии, Кавказской и закавказских областях.
В кампании 1837 года против горцев с апреля по август находился в походной канцелярии командира Отдельного Кавказского корпуса барона Г. В. Розена. Участвовал в экспедицию в Цебельду и в десанте на мыс Адлер.
6 декабря 1837 года перешёл на военную службу в чине прапорщика, зачислен в кавалерию. В кампанию 1839 года служил в Дагестанском отряде генерала Е. А. Головина. Участвовал во взятии аула Ахты (за отличие награждён орденом Св. Станислава 3-й степени с мечам и бантом). В том же году был на постройке Военно-Грузинской дороги. В 1840 году находясь в отряде князя И. М. Андроникова, участвовал во взятии и разрушении аула Тибаю. В следующем году снова в отряде Головина. 8 мая 1841 года за отличие в бою с отрядом Шамиля у крепости Быграм-Бегляр произведён в поручики. 8 августа 1842 года за отличие в боях в Осетии награждён орденом Св. Анны 3-й степени с мечами и бантом.

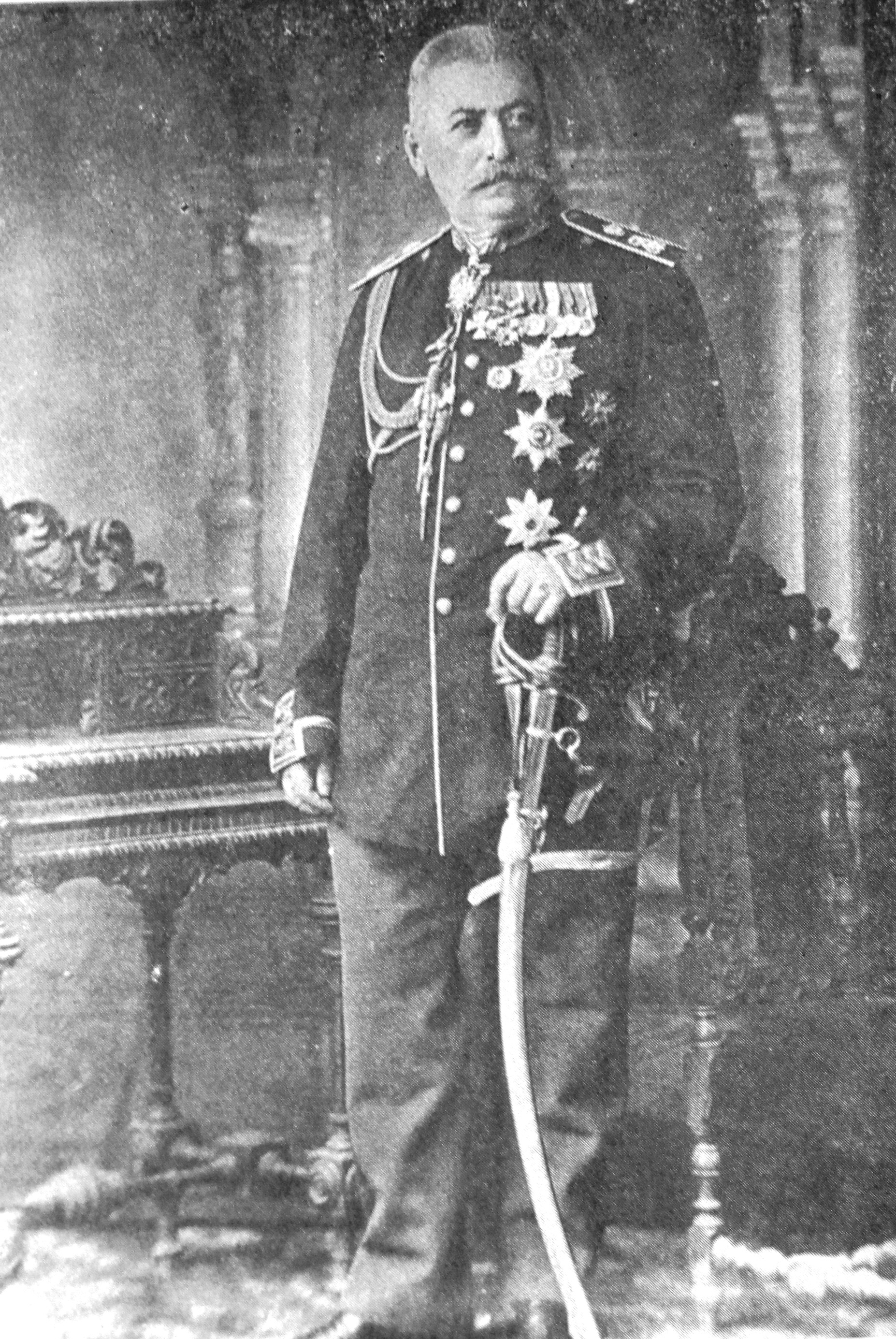
Леван Иванович Меликов

В 1844 году за отличие против горцев был последовательно произведён в штабс-капитаны (21 апреля) и капитаны (29 августа). Исполнял обязанности Нахичеванского уездного начальника. В 1844—1845 годах командовал Отдельной конной милицией. В 1845—1849 годах — Тифлисской пешей дружиной грузинско-имеретинской милиции, с которой участвовал в печально знаменитой Даргинской экспедиции. За отличие при взятии аула Дарго произведён 6 июля в майоры , пятью днями раньше, 1 июля награждён орденом Св. Георгия 4-й степени 
В воздаяние за отличие, оказанное в деле против Горцев, при штурме горы Анчемир, 5 июня 1845 года, где повел вверенную часть на штурм, подавая собою пример неустрашимости и мужества.
 В 1846 году находился в отряде генерала И. М. Лабынцева, а затем сопровождал новобранцев Закавказского конно-мусульманского полка в Варшаву и обратно команду, выслужившую свои сроки. 26 ноября 1847 году произведён в подполковники. С 1 июля 1848 по 15 июня 1854 года  командовал 1-м Грузинским пехотным полком. 25 июня 1849 года получил чин полковника. 18 сентября 1850 года назначен командующим левого фланга Лезгинской кордонной линии и 17 апреля 1852 года награждён орденом Св. Анны 2-й степени с мечами.
В кампании 1853 года служил в Лезгинском отряде. С 10 апреля по 5 ноября участвовал в штурме и разрушении аула Хитрахо. 31 мая 1853 года за отличие в прошедшей кампании получил орден Св. Владимира 3-й степени. 17 июля 1853 года произведён в генерал-майоры.
В Крымскую войну, в 1854—1856 годах — начальник Закатальского округа, Лезгинской линии и командир Лезгинского отряда. 26 августа 1856 года был удостоен ордена Св. Станислава 1-й степени.
В 1857 году был командирован с особым поручением ко двору персидского шаха. По возвращении, 9 сентября 1858 года утверждён в должности начальника Лезгинской линии. В 1859 году был в отряде князя А. И. Барятинского при блокаде Гуниба и пленении Шамиля, после чего 8 сентября был произведён в генерал-лейтенанты и назначен временным командующим войсками в Прикаспийском крае (территории Дербентской губернии, Тарковского шамхальства и Мехтулинского ханства) и равнинном Дагестане. 30 мая 1860 года назначен начальником Дагестанской области. 18 мая 1861 года награждён орденом Св. Анны 1-й степени и 13 сентября того же года назначен генерал-адъютантом.
В 1863 году подавил восстание в Закатальском округе (19 апреля 1864 года получил орден Св. Владимира 2-й степени), в 1866 и 1869 годах — в Кайтаго-Табасаранском округе (17 апреля 1866 года награждён орденом Белого Орла).
30 августа 1869 года произведён в генералы от кавалерии; в июне 1870 года командовал экспедицией на Мангышлак, за успешное проведение которой 8 сентября 1871 года был награждён орденом Св. Александра Невского (алмазные знаки к этому ордену пожалованы 19 февраля 1876 года); 17 марта 1874 года за отличное состояние дорог и воинских частей и труды по формированию и снаряжению Мангышлакского отряда, назначенного в поход против Хивинского ханства, удостоен особой благодарности его величества императора Александра II.
Во время русско-турецкой войны 1877—1878 гг. руководил подавлением восстания в Дагестанской области. Лично командуя войсками, взял штурмом  аул Согратль. 22 декабря 1877 года был награждён орденом Св. Владимира 1-й степени с мечами.
10 января 1880 года назначен помощником главнокомандующего Кавказской армией великого князя Михаила Николаевича, во время его отсутствия исполнял его обязанности главнокомандующего (февраль — май 1880 года, январь — май 1881 года, 31 мая 1881 — 18 февраля 1882 года).
1 мая 1882 года назначен членом Государственного совета. 21 мая получил разрешение постоянно проживать в Тифлисе. 15 мая 1883 года пожалован в кавалеры ордена Св. Андрея Первозванного.
Скончался 22 февраля (5 марта) 1892 года в Тифлисе, похоронен у амвона церкви св. Давида на горе Мтацминда.

## Семья

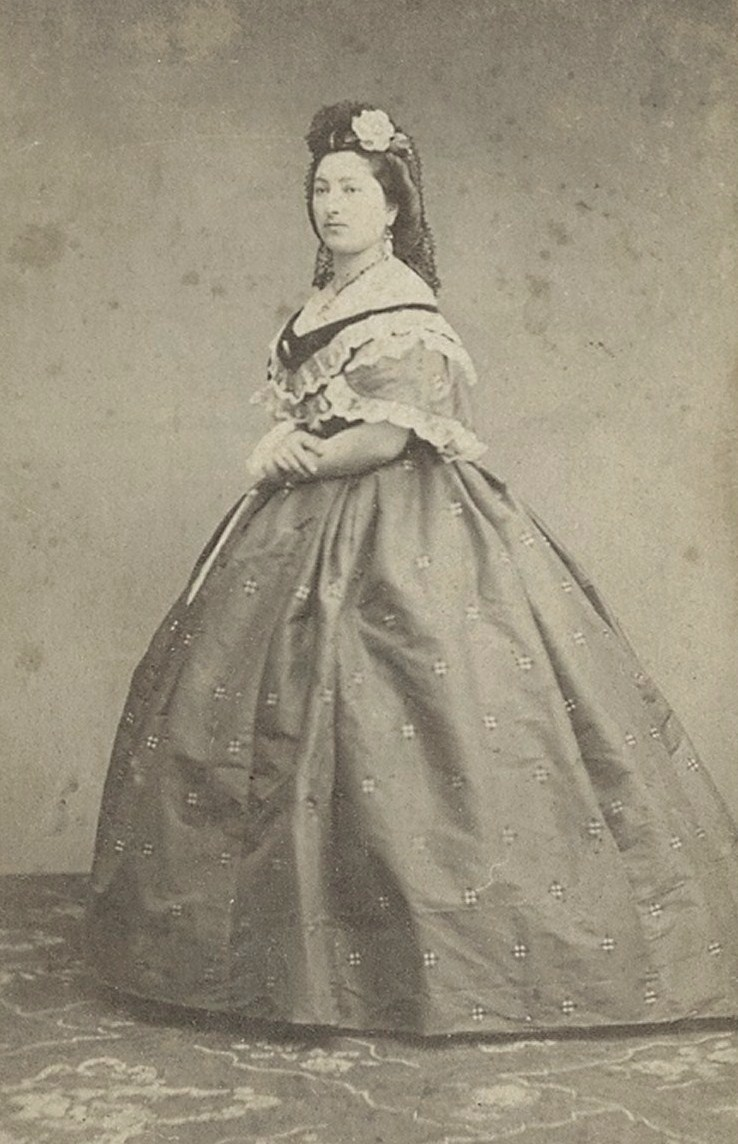
Княгиня А. М. Меликова

Супруга — Александра Мамуковна (Макаровна) Джамбакуриан-Орбелиани (1835—1914), дочь князя Макара Фомича Орбелиани.
По словам В. И. Инсарского, была «великолепная женщина и вполне подходила к тому идеалу, который мы себе составляем, читая рассказы о девах гор, о красавицах Грузии». 30 сентября 1888 года княгиня Меликова вместе со своей матерью была пожалована в кавалерственные дамы ордена Св. Екатерины (меньшого креста). Погребена рядом с супругом. Дети:
- Иван (1855—1878), приёмный сын, штабс-капитан, в октябре 1871 года, указом императора Александра II, ему было дозволено принять фамилию Меликов и княжеский титул;
- Сын — Михаил (1856—1894);
- Сын — Георгий (1858—1902), полковник;
- Дочь — Софья (1859 — после 1882);
- Сын — Александр (1861 — после 1882);
- Сын — Пётр (1862—1934), генерал-майор, генерал для поручений при варшавском генерал-губернаторе;
- Сын — Николай (1867—1924); генерал-майор, командир Финляндского 20-го драгунского полка (1915—1917)
- Дочь — Нина (1868—1951), фрейлина, замужем за генералом Г. А. Тумановым;
- Дочь — Мария (1869—1924).

Надгробие Левана Меликова
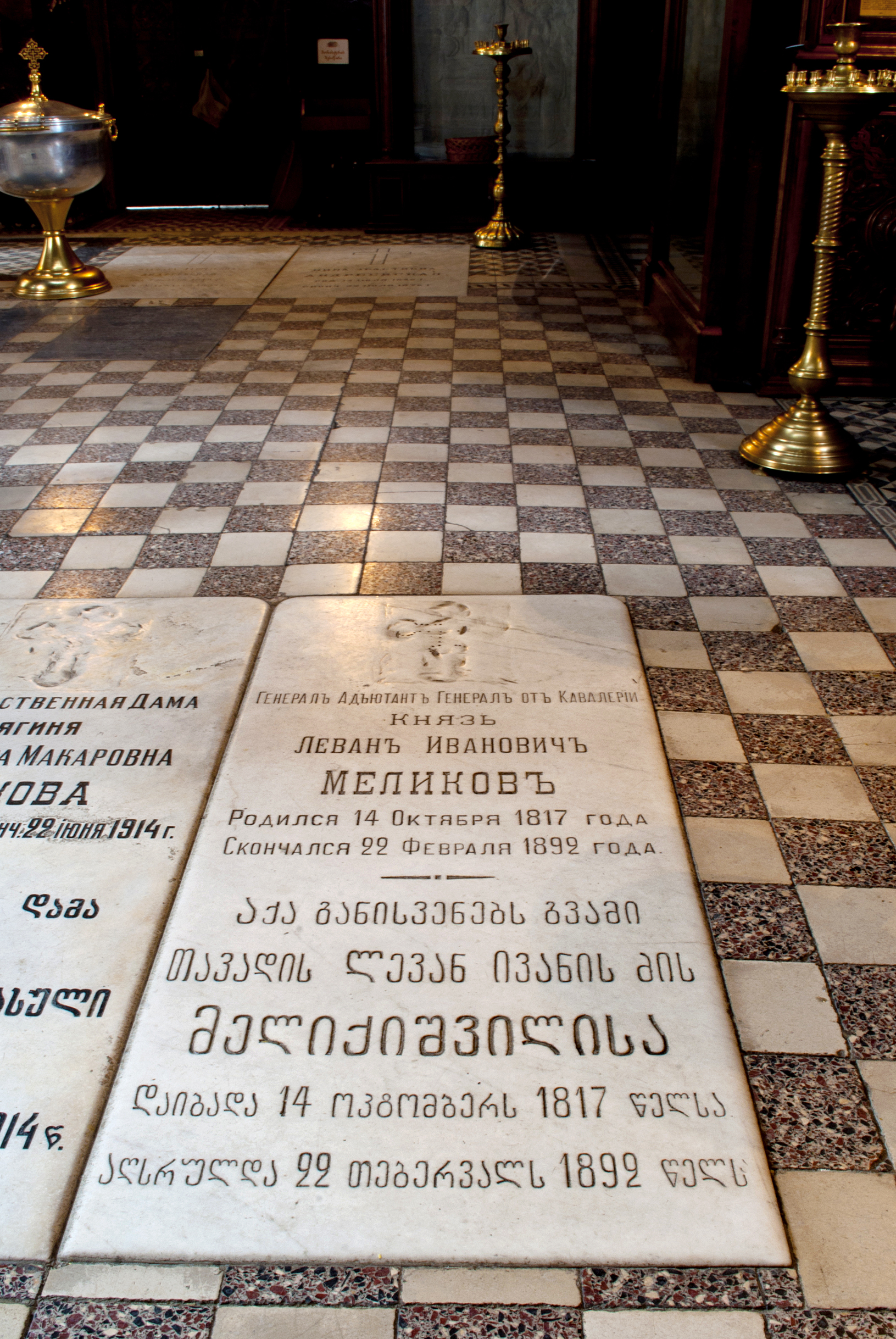
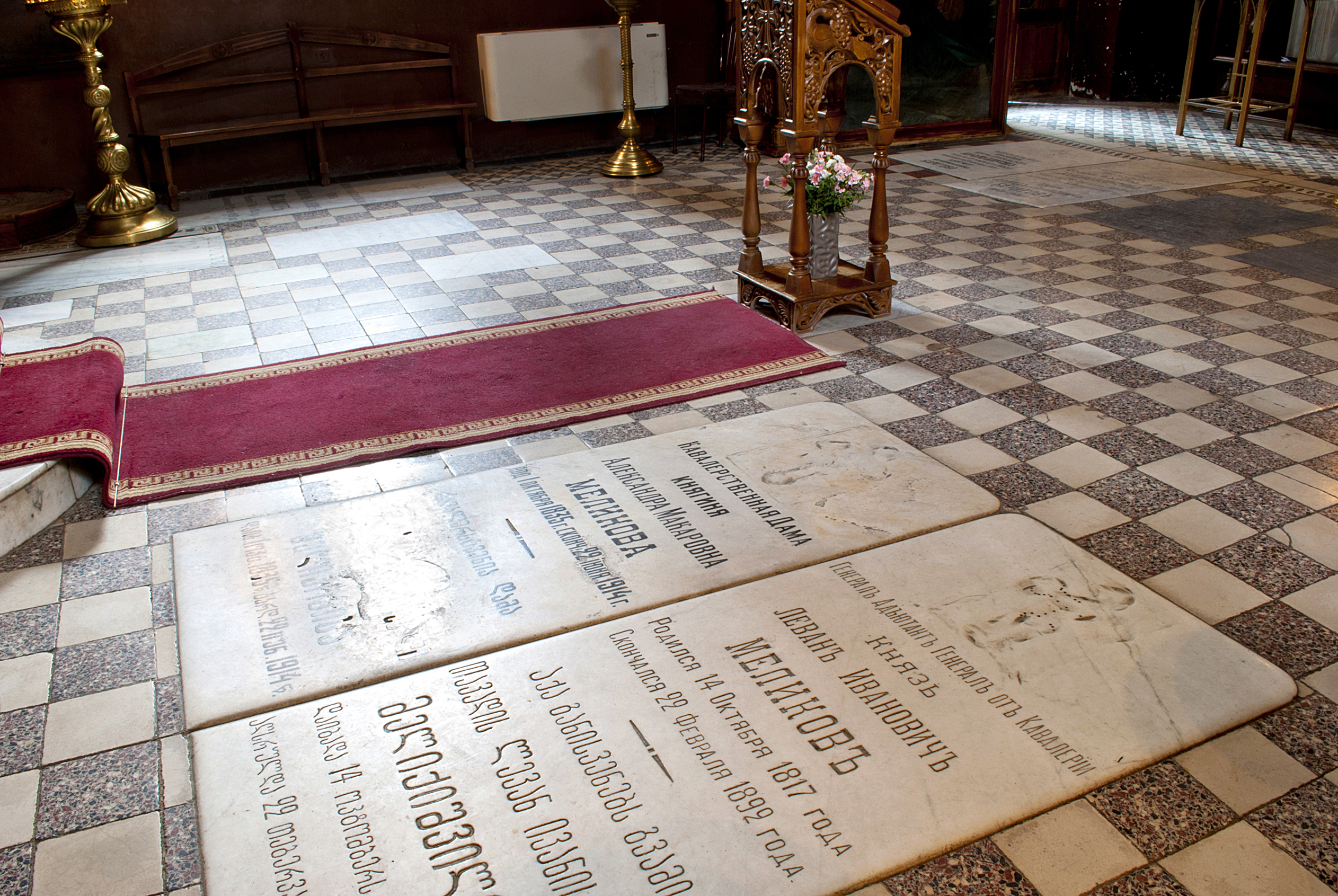
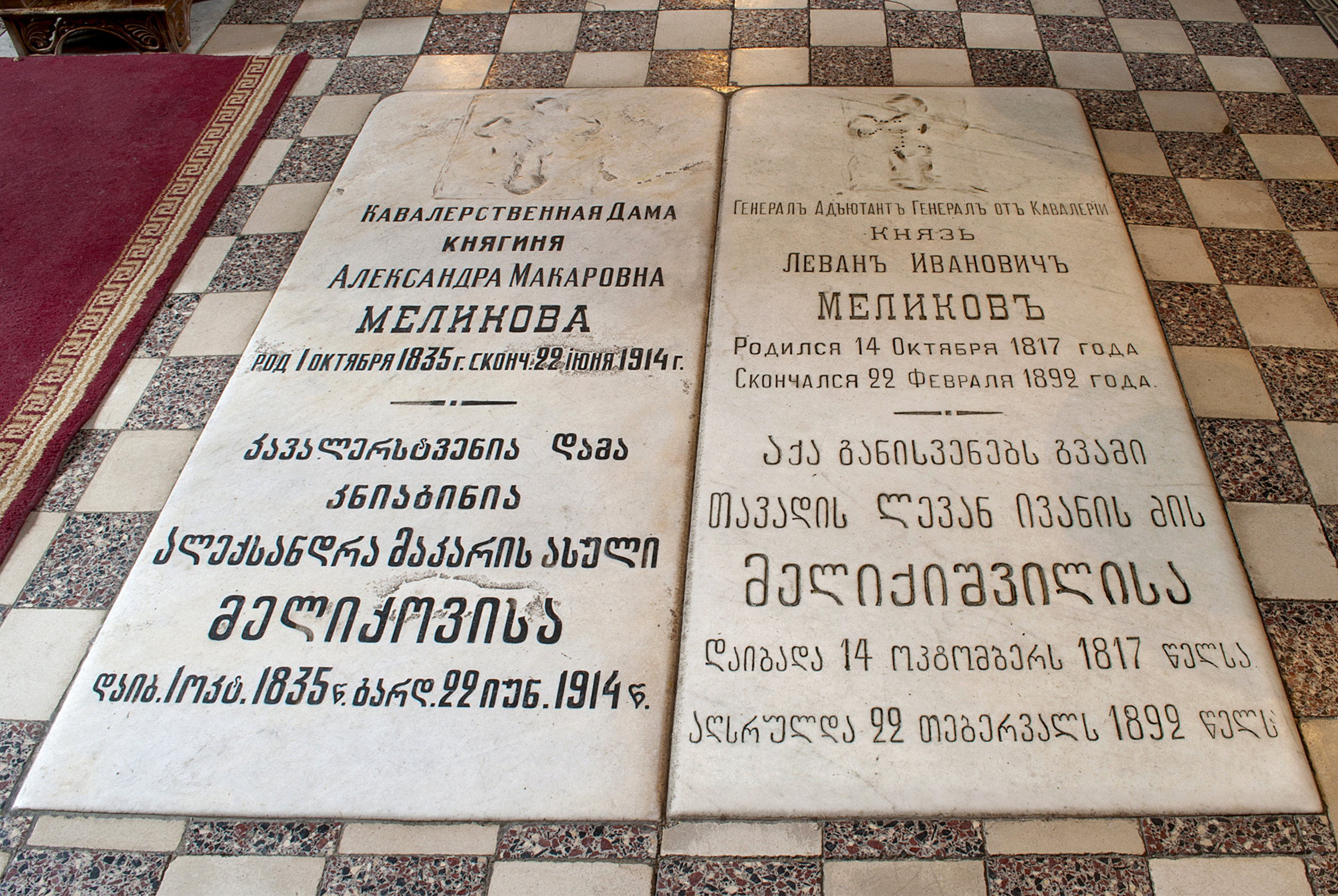

## Военные чины
- прапорщик (06.12.1837)
- поручик (08.05.1841)
- штабс-капитан (21.04.1844)
- капитан (29.08.1844)
- майор (06.07.1845)
- подполковник (26.11.1847)
- полковник (25.06.1849)
- генерал-майор (14.07.1853)
- генерал-лейтенант (08.09.1859)
- генерал от кавалерии (30.08.1869)

## Награды
- Орден Святого апостола Андрея Первозванного (15.05.1883)
- Орден Святого Георгия 4-й степени (01.07.1845)
- Орден Святого Владимира 1-й степени с мечами (22.12.1877)
- Орден Святого Владимира 2-й степени (19.04.1864)
- Орден Святого Владимира 3-й степени (31.05.1853)
- Орден Святого Александра Невского (08.09.1871)
- Алмазные знаки к ордену Святого Александра Невского (19.02.1876)
- Орден Белого орла (17.04.1866)
- Орден Святой Анны 1-й степени с мечами (18.05.1861)
- Орден Святой Анны 2-й степени (17.04.1852)
- Орден Святой Анны 3-й степени с мечами и бантом (08.08.1842)
- Орден Святого Станислава 1-й степени (26.08.1856)
- Орден Святого Станислава 3-й степени (1839)
- Светло-бронзовая медаль «В память войны 1853—1856» на Георгиевской ленте
- Медаль «За покорение Чечни и Дагестана»
- Крест «За службу на Кавказе»
- Знак отличия «За XX лет беспорочной службы»
- Персидский орден Льва и Солнца 1-й степени (1857)